# مالوینکل
مالوینکل (به آلمانی: Mahlwinkel) یک منطقهٔ مسکونی در آلمان است که در آنگرن (آلمان) واقع شده‌است. مالوینکل ۶۱۳ نفر جمعیت دارد.